# Operatie Blackcock
Operatie Blackcock was een militaire operatie van het Britse leger in de Tweede Wereldoorlog in januari 1945 in Nederlands Limburg. De operatie had als doel om in de driehoek Geilenkirchen-Roermond-Sittard het westelijke front te verleggen naar de Roer.
De operatie duurde van 14 januari 1945 tot 27 januari 1945. De Duitse bevolking werd geëvacueerd naar het pas ontruimde Kamp Vught.
Bij het Canadese bombardement op Montfort op 21 en 22 januari vielen 186 burgerslachtoffers.
De operatie is genoemd naar de Schotse sneeuwhaan.